# Замок Ред-Бэй
Замок Ред-Бэй (англ. Red Bay Castle, ирл. Caislen Camus Rhuaidh, досл. «замок Красного Залива») — один из замков Ирландии, находится в графстве Антрим, Северная Ирландия. Замок стоит на мысе, выступающем в море на север от Гленарифф, на пути к Кушендолл.

## История
Замок Ред-Бэй построил клан Биссетт (Мак Эойн Биссетт) в XIII веке на месте более древней крепости, которая была форпостом королевства Дал Риада. Клан Биссет некогда владел землями в Шотландии, но эти земли были конфискованы. Люди клана Биссетт должны были бежать в Ирландию, спасая свою жизнь после того, как Уолтера Биссетта обвинили в убийстве Патрика, графа Атолла, в Хаддингтоне, Восточный Лотиан, в 1242 году. Король Англии Генрих III даровал Уолтеру Биссетту большие владения в баронстве Гленарм, Ирландия, хотя в то время Ирландия не была полностью покорена Англией.
Джон Мор МакДональд, 1-й лорд Даннивег женился на Марджери Биссетт из Глен Антрим. В результате этого брака он получил в собственность замок Ред-Бэй. Его потомки расширили и перестроили замок в XVI веке. В 1565 году замок сжег и разрушил до основания Шейн О’Нил, вождь клана О’Нил из королевства Тир Эогайн (Тирон). Замок отстроил Сорли Бой МакДоннелл, но позже замок был заброшен и превратился в руины.
В 1604 году замок был снова восстановлен. Во время гражданской войны на Британских островах замок Ред-Бэй был разрушен войсками Оливера Кромвеля в 1652 году во время завоевание Кромвелем Ирландии и подавления ирландского восстания за независимость.